# Castillejo-Sierra
Castillejo-Sierra – gmina w Hiszpanii, w prowincji Cuenca, w Kastylii-La Mancha, o powierzchni 30,27 km². W 2011 roku gmina liczyła 33 mieszkańców.